# Hopelessly Devoted to You
«Hopelessly Devoted to You» és una cançó gravada per la cantant, compositora i actriu britànica-australiana Olivia Newton-John per la banda sonora original de Grease, Grease: The Original Soundtrack from the Motion Picture (1978). Va ser escrita i produïda per John Farrar i originalment interpretada per Newton-John en la versió cinematogràfica del musical Grease (1978). La cançó va ser llançada a Austràlia l'agost de 1978 i va assolir el número dos. Va aconseguir el número tres del Billboard Hot 100 dels EUA i el número set de la llista Adult Contemporary. A la llista de country, «Hopelessly Devoted to You» va assolir el número 20 i va ser el seu primer èxit de país entre els 20 millors en dos anys. Newton-John va interpretar la cançó a la 21è edició dels premis Grammy el 1979.
La cançó va rebre una nominació a l'Oscar a la millor cançó original, perdent davant «Last Dance» de Gràcies a Déu, ja és divendres a la 51a edició dels Premis Oscar. Líricament, la cançó tracta sobre el personatge d'Olivia a la pel·lícula, la nouvinguda australiana Sandy Olsson, que canta sobre com segueix estimant el personatge de John Travolta, Danny Zuko, líder d'una colla de nois greaser, tot i que ell la rebutja davant dels seus amics.
Record World la va anomenar «una balada d'amor inspirada en els anys 50 amb el so de producció dels anys 70».
El 2001, el grup de noies suec Play va versionar la cançó al seu àlbum de debut.
La cançó no formava part de la producció musical original (i va ser substituïda per l'estàndard dels anys 50 «Since I Don't Have You» per al revival de 1994), però es va afegir a la partitura del revival del 2007 i es va incloure al 2016. Grease: Live, cantada per Julianne Hough.
El juny de 2004, Farrar va recordar haver escrit la cançó: "'Hopelessly Devoted To You': vaig passar el període més llarg escrivint la lletra de qualsevol cançó que hagi escrit mai. Tots els diccionaris de sinònims i cada diccionari de rima que tenia, només intentant que funcionés correctament".

## Rerefons
A la meitat del rodatge de Grease, el solo vocal contractual de Newton-John encara no s'havia escrit. Farrar, el productor personal de Newton-John, va escriure la cançó i la va enviar a l'equip de producció de la pel·lícula. Es van mostrar reticents però després el van aprovar; el rodatge i l'enregistrament van tenir lloc després d'haver acabat les altres parts de la pel·lícula.

## Gràfics
| Gràfic (1978)                       | Millor posició |
| ----------------------------------- | -------------- |
| Austràlia (Kent Music Report)       | 2              |
| Bèlgica (Ultratop 50 Flandes)       | 1              |
| Canadà Top Singles (RPM)            | 1              |
| Canadà Adult Contemporary (RPM)     | 2              |
| Canadà Country Tracks (RPM)         | 14             |
| Finlàndia (Suomen virallinen lista) | 16             |
| Irlanda (IRMA)                      | 1              |
| Païssos Baixos (Dutch Top 40)       | 1              |
| Païssos Baixos (Single Top 100)     | 1              |
| Nova Zelanda (Recorded Music NZ)    | 6              |
| UK Singles (OCC)                    | 2              |
| US Billboard Hot 100                | 3              |
| US Adult Contemporary (Billboard)   | 7              |
| US Hot Country Songs (Billboard)    | 20             |
| US Cash Box Top 100                 | 4              |

| Gràfic (2022)                         | Millor posició |
| ------------------------------------- | -------------- |
| Canada Digital Song Sales (Billboard) | 20             |
| Austràlia ARIA Charts                 | 52             |
| U.S. Digital Song Sales (Billboard)   | 5              |
| UK Download (OCC)                     | 16             |

| Gràfic (1978)                 | Possició |
| ----------------------------- | -------- |
| Austràlia (Kent Music Report) | 36       |
| Canadà                        | 12       |
| Nova Zelanda                  | 33       |
| UK Singles (OCC)              | 34       |
| US Billboard Hot 100          | 35       |

## Versió de Sonia

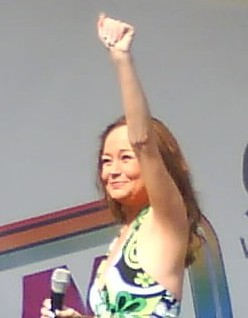
Sonia (fotografiada el 2008) va versionar la cançó el 1994.

El 1994, la cantant anglesa Sonia va assumir el paper de Sandy en una producció del West End de Grease, en substitució de Debbie Gibson. En conjunt, va llançar una versió de la cançó. El senzill va ser llançat el juliol de 1994 com a senzill sense àlbum. Té una cara A doble llançada com a cara B "The Anthem Medley". Al senzill de 12 polzades, "The Anthem Medley" es va publicar com a cara A i "Hopelessly Devoted to You" com a cara B. El vídeo musical de la versió de la Sonia de "Hopelessly Devoted to You" presenta la Sonia caminant per una ciutat antiga i cantant. El videoclip de "The Anthem Medley" presenta la Sonia ballant i cantant en una discoteca.

### Formats i llistats de pistes
- CD senzill

1. "Hopelessly Devoted to You" – 2:58
2. "The Anthem Medley" – 4:24
3. "The Anthem Medley" (club mix) – 7:04
4. "The Anthem Medley" (extended mix) – 6:24

- senzill de 7 polzades

1. "Hopelessly Devoted to You" – 2:58
2. "The Anthem Medley" – 4:24

- senzill de 12 polzades

1. "The Anthem Medley" (mescla del club) - 7:04
2. "The Anthem Medley" (mescla ampliada) - 6:24
3. "Hopelessly Devoted to You" - 2:58

### Gràfics
| Gràfic (1994)                | Millor posició |
| ---------------------------- | -------------- |
| Singles del Regne Unit (OCC) | 61             |